# 萨洛梅·祖拉比什维利
萨洛梅·妮诺·祖拉比什维利（發音：[saɫome zuɾabiʃʷili]，發音：[salɔme zuʁabiʃvili]；1952年3月18日—），格鲁吉亚政治人物，现任格鲁吉亚总统。其出生于法国，是一对格鲁吉亚籍难民夫妇的女儿。起初为法国国籍，踏入政坛后曾担任法国驻格鲁吉亚大使。后取得格鲁吉亚国籍并于后期因竞选总统缘故放弃法国国籍。2018年在格鲁吉亚总统大选中获胜，成为该国首位民選女总统。